# Yukihiro Matsumoto
Yukihiro Matsumoto (まつもとゆきひろ), född 14 april 1965, är en japansk datavetare, hängiven anhängare av open source och skapare av det objektorienterade programmeringsspråket Ruby.

## Böcker
- Matsumoto (2007), Ruby in a Nutshell, 2nd ed., O'Reilly.